# Bulbostylis lichtensteiniana
Bulbostylis lichtensteiniana är en halvgräsart som först beskrevs av Carl Sigismund Kunth, och fick sitt nu gällande namn av Charles Baron Clarke. Bulbostylis lichtensteiniana ingår i släktet Bulbostylis och familjen halvgräs. Inga underarter finns listade i Catalogue of Life.